# Filip Křížek
Filip Křížek (6. února 1857 Smíchov – 6. května 1931 Praha) byl český podnikatel a komunální politik.

## Život
Narodil se do rodiny truhlářského mistra a křesťansky (protestantsky) zakořeněné rodiny. Jakmile dokončil školní vzdělávání, nastoupil do učení u svého otce. Po absolvování průmyslové školy a studijních pobytech v zahraničí převzal roku 1886 od svého otce jeho dílnu. Zmodernizoval ji nově pořízenými stroji a posléze vybudoval závod vlastní.
Na počátku 20. století zastával post ve smíchovské městské radě, který tehdy tvořil samostatnou obec na pražském předměstí. Patřil rovněž mezi členy smíchovského evangelického sboru, pro který se mu podařilo k bohoslužebným účelům zajistit místnost ve škole v někdejší Komenského ulici. Poté prostřednictvím smíchovské městské rady zajistit prostor ke konání bohoslužeb v nově vybudovaném objektu gymnázia Na Zatlance. Když se po vzniku Československa sbor i nadále rozrůstal a sbor začal uvažovat o postavení vlastního kostela, angažoval se Křížek v přípravných pracích. Ve sboru rovněž zastával pozici kurátora.
Křížkův pohřeb se konal 9. května 1931 na obecním smíchovském hřbitově. Pobožnost vykonali senior Pražského seniorátu Stanislav Čapek a smíchovský farář Alois Bílý, za sborové staršovstvo promluvil Josef Soukup.

## Rodina
Křížek měl za manželku Alžbětu, dívčím příjmením Hudcovou. Do manželství se narodily celkem čtyři děti, a sice nejprve dvě dcery (Marie a Jindra) a poté dva synové (Jaroslav a Vladimír).